# Ivari Padar
Ivari Padar (Võru, 12 maart 1965) is een Estisch politicus namens de Estische Sociaaldemocratische Partij.

## Biografie
Padar studeerde geschiedenis aan de Universiteit van Tartu, waar hij in 1995 zijn bachelorgraad behaalde. Daarvoor was hij reeds locoburgemeester van Võru geweest (1992-1993). Tussen 1999 en 2002 was hij minister van Landbouw in het kabinet van Mart Laar. Daarna was hij een korte periode adviseur bij de Estische scheepvaartmaatschappij Tallink, waarna hij verkozen werd tot lid van de Riigikogu en fractievoorzitter werd van de Sociaaldemocratische Partij. In 2007 werd hij opnieuw minister, ditmaal belast met de portefeuille Financiën, in het tweede kabinet van Andrus Ansip. Hij werd op 21 mei 2009 samen met de minister van Bevolking en de minister van Binnenlandse Zaken ontslagen omdat zij niet akkoord gingen met het plan van de premier en de Estische Hervormingspartij om een voorgenomen verhoging van de werkloosheidsuitkeringen niet door te zetten.
Bij de Europese Parlementsverkiezingen van 2009 werd Padar verkozen tot lid van het Europees Parlement; hij werd lid van de fractie van de S&D. Hij was lid van de commissie economische en monetaire zaken en maakte deel uit van de delegatie in de parlementaire samenwerkingscommissies EU-Kazachstan, EU-Kirgistan en EU-Oezbekistan, en voor de betrekkingen met Tadzjikistan, Turkmenistan en Mongolië. Bij de Europese Parlementsverkiezingen van 2014 werd Padar niet herkozen. Hij keerde terug naar Estland en nam zitting in het eerste kabinet van Taavi Rõivas, waarin hij na ruim twaalf jaar opnieuw minister van Landbouw werd. Ditmaal bekleedde hij dit ambt één jaar, tot het aantreden van een nieuwe regering in april 2015.
Op 6 november 2017 trad Padar opnieuw toe tot het Europees Parlement als vervanger van Marju Lauristin, die tussentijds was gekozen als lid van de gemeenteraad van Tartu. In april 2019 werd Padar opnieuw gekozen in het nationale parlement van Estland, de Riigikogu.
Padar is getrouwd en heeft twee kinderen.

## Onderscheidingen
- Orde van het Rijkswapen, Derde klasse (2011)